# 菱川宗理
菱川 宗理（ひしかわ そうり、生没年不詳）とは、江戸時代の浮世絵師。

## 来歴
葛飾北斎の門人。姓名不詳だが『浮世絵師伝』によれば諱は「完知」と称したという。画姓に菱川および俵屋を称し、巣雲斎、百琳、李明、完山と号す。初めは琳斎宗二（りんさいそうじ）と称した。江戸馬喰町に住む。北斎は寛政7年（1795年）から寛政10年（1798年）のあいだに画号を宗理と称しており、宗二は寛政10年中に北斎から宗理の名を譲り受けたといわれる。
作画期は寛政から文化中期にかけての頃とされ、宗二を名乗った頃の作として絵暦、摺物、肉筆画が残るが数は多くはなく、宗理襲名後は版本の挿絵や多数の肉筆画を主に手がけ、肉筆美人画では北斎の宗理時代の様式を踏襲した美人画を多く描いている。北斎の門人の中で肉筆画が残る者としては最も古いとされる。

## 作品
- 『挿花衣之香』　※享和元年（1801年）刊行、宗理挿絵
- 『狂歌絵本職人鑑』　※狂歌絵本。享和3年（1803年）刊行、宗理挿絵
- 「樵夫図」　絹本着色　個人所蔵　※「琳斎宗二」の落款あり
- 「立美人図」　絹本着色　東京国立博物館所蔵　※「百琳宗理」の落款あり
- 「遊女と禿図」　絹本着色　出光美術館所蔵
- 「娘に猿図」　絹本着色　鎌倉国宝館所蔵　※「百琳宗理」の落款あり
- 「かれい図」　紙本着色、扇面　鎌倉国宝館所蔵　※「宗理」の落款あり
- 「美人と猿図」　絹本着色　日本浮世絵博物館所蔵　※「百琳宗理」の落款あり
- 「雪中美人図」　絹本着色　熊本県立美術館所蔵
- 「扇面半身美人図」　紙本淡彩　熊本県立美術館所蔵　※「宗理画」の落款と印文不明の方印、「香炉峯の　雪をあさむく　中の丁　すたれかゝけて　傾城屋見ん」という画賛あり
- 「遊女と禿図」　絹本着色　ボストン美術館所蔵
- 「遊女立姿図」　同上　※「百琳宗理」の落款あり